# サイモンズ財団
サイモンズ財団（サイモンズざいだん、The Simons Foundation）は、アメリカ合衆国ニューヨーク州ニューヨークに本部を置く、数学および基礎科学研究に対する助成を行う財団である。
数学者でありヘッジファンドマネージャーでもあるジェームズ・サイモンズ、およびその妻マリリンにより1994年に設立された。アメリカでも有数規模の慈善団体であり、2019年時点で約40億ドルの総資産を有する。「数学および物理学」、「生命科学」、「自閉症研究」、「アウトリーチおよび教育」の４つの分野に対して研究助成を行っている。内部研究部門として、計算科学に関する５つの研究センターを有するフラットアイアン研究所を2016年に設立し運営している。